# Kurt Luedde-Neurath

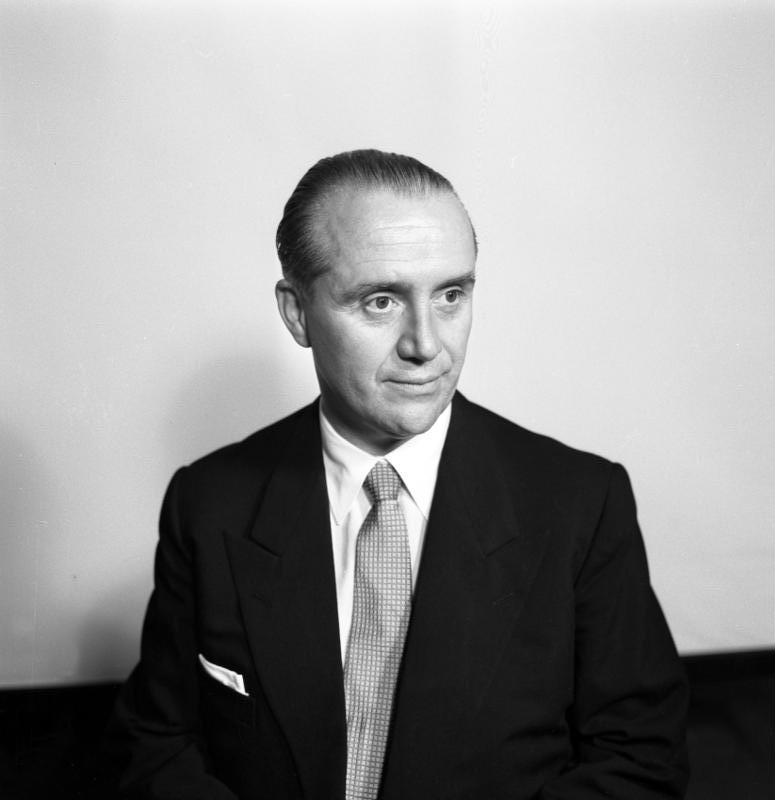
Kurt Luedde-Neurath.

Kurt Luedde-Neurath (Château-Salins, 19 de febrero de 1911-Friburgo de Brisgovia, 12 de julio de 1984), diplomático alemán.

## Biografía
Estudia leyes en Friburgo de Brisgovia, Innsbruck y Breslavia; entretanto, de 1933 a 1938 fue miembro de las Sturmabteilung. En 1938 ingresa en el servicio exterior alemán; ejerció cargos diplomáticos en Tokio, desde 1939 hasta el final de la guerra. 
Se casa en 1944 con Ingeborg Schneewind, con quien tuvo 3 hijos. Vuelve a Alemania en 1947, donde trabaja en una empresa textil de sus suegros. Retorna a la actividad a nivel estatal en 1950.
Desde 1951 trabajó en Bonn, organizando el servicio exterior de la República Federal de Alemania; posteriormente fue enviado a Barcelona. A partir de 1958 ocupa la titularidad de las embajadas en Puerto Príncipe, Yakarta, Wellington, Montevideo y Santiago de Chile. Se retira en 1975.
Luedde-Neurath fue galardonado con la Bundesverdienstkreuz de primera clase.